# チェリーブロッサム (アイドルグループ)
チェリーブロッサムは、日本の女性アイドル・ダンス&ボーカルグループである。愛称は、チェリブロ。所属事務所はアリスプロジェクト。

## 概要
キュートなヴィジュアルにお祭りサウンドを携えたアリスプロジェクトの元気ユニット。
お祭りをコンセプトにしており、ライブを「お祭り」と呼称し、ダンスに阿波踊りを取り入れるなどしている。ユニット名のチェリーブロッサムは、メンバーの立花あんなの発案。
仮面女子のメンバーによる派生ユニットという位置づけで活動している。

## メンバー
| 名前       | よみ            | 生年月日       | 出身地 | 愛称     | イメージカラー | 備考（他所属ユニット等） |
| ---------- | --------------- | -------------- | ------ | -------- | -------------- | ------------------------ |
| 橋本友梨英 | はしもと ゆりえ | 1995年12月17日 | 東京都 | ゆりゆり | 紫             | スチームガールズ         |

### 元メンバー
| 名前          | よみ            | 生年月日       | 出身地   | 愛称       | イメージカラー | 備考                              |
| ------------- | --------------- | -------------- | -------- | ---------- | -------------- | --------------------------------- |
| ひなた さゆり | ひなた さゆり   | 1992年1月2日   | 和歌山県 | さゆりん   | 青             | 2011年7月12日脱退                 |
| 木下 あい     | きのした あい   | 1986年4月30日  | 福島県   | あいあい   | 白             | 2011年8月16日より休業、その後卒業 |
| 臺 真理絵     | うてな まりえ   | 1987年6月1日   | 東京都   | まりんぼ   | ピンク         | 2012年3月29日脱退                 |
| 佐倉梨杏      | さくら りな     | 1991年11月16日 | 埼玉県   | さくりな   | 水色           | 2014年9月14日卒業                 |
| 早瀬愛夢      | はやせ あむ     | 1990年10月18日 | 奈良県   | あむにゃん | オレンジ       | 2015年3月11日卒業                 |
| 渡辺まあり    | わたなべ まあり | 1989年8月2日   | 神奈川県 | まありん   | 黄             | 2015年4月12日卒業                 |
| 黒木ひなこ    | くろき ひなこ   | 1996年8月17日  | 神奈川県 | ひなこ     | 緑             | 2016年12月18日卒業                |
| 神谷えりな    | かみや えりな   | 1991年10月15日 | 静岡県   | えりな     | ピンク         | 2018年11月23日卒業                |
| 立花あんな    | たちばな あんな | 1992年2月29日  | 東京都   | あんな     | 赤             | 2018年11月25日卒業                |
| 桜雪          | さくら ゆき     | 1992年12月12日 | 三重県   | ゆきちゃん | 白             | 2019年3月31日卒業                 |
| 楠木まゆ      | くすのき まゆ   | 1992年10月13日 | 東京都   | まゆちゃん | 青             | 2020年12月29日卒業                |

## 活動略歴
2011年
- 5月21日（土） 『アイドルのナ・カ・ミ』（中野ルナベース）公開収録出演[3]
- 5月22日（日） 『ギャルマ!-Girl's Flea Market』（東京ビッグサイト）参加
- 5月31日（火） 『アリスプロジェクト☆ファン感謝祭 Vol.1』、『アリスプロジェクト☆ファン感謝祭 Vol.2』（芝浦studioCube326TIALA）にてユニットお披露目（ライブ1、2回目）。「未来ノヒカリ」を初披露
- 6月11日（土） 『シバポップフェスティバル vol.9～Prism☆青春真っ只中！～』、『シバポップフェスティバル vol.10～Prism☆秋本麗奈ダイエット修業の為一旦卒業～』（芝浦studioCube326ARK）にてデビューライブ（3、4回目）（ひなたさゆりは体調不良のため、夜の部は不参加）。チェリーブロッサムが、動員数1位を獲得
- 6月12日（日） 『太田区文化会 VOL.14』（渋谷O-nest）、『日本アイドル合戦!!～SHIBUYAの陣～其の弐』（渋谷WOMB）ライブ出演（5、6回目）（ひなたさゆりは体調不良のため両ライブとも不参加）
- 6月16日（木） チェリーブロッサム撮影会開催（新御徒町ミラクルハウス）
- 6月17日（金） 『赤星ぽち仔のAlice Station』（FMやまと）立花あんな、臺真理絵がチェリーブロッサムとして出演
- 6月18日（土） 『Marvel-AGE-SP あげあげあいどるか～にばるぅ～きゅうじゅうご』（渋谷CLUB CRAWL）、『東京ガールズパーティー！』（芝浦studioCube326ARK）ライブ出演（7、8回目）
- 6月19日（日） 『シバポップフェスティバル vol.11～チェリーブロッサム咲き乱れ～』、『シバポップフェスティバル vol.12～チェリーブロッサム咲き乱れ～』（芝浦studioCube326ARK）ライブ出演（9、10回目）。両ライブのトリを務める。二連続で観客動員1位を獲得。渡辺まありは個人観客動員1位を獲得
- 6月23日（木） 『Beauty & Beast』（渋谷DESEO）ライブ出演（11回目）
- 6月24日（金） 『赤星ぽち仔のAlice Station』（FMやまと）木下あい、早瀬愛夢がチェリーブロッサムとして出演
- 6月25日（土） 『Apple Bayside Party』（渋谷O-crest）ライブ出演（12回目）
- 6月26日（日） 『ミ★主催LIVE PoP"n" Jam!! -huit（ユイット）-』、『GIRLS HIGH JUMP!! 』（高円寺HIGH）ライブ出演（13、14回目）（ひなたさゆりは、釣りロケのため夜の部のみ参加）
- 6月27日（月） 『Re:Creation Vol.1』（川崎クラブチッタ）ライブ出演（15回目）
- 6月30日（木） 『Happy Thursday アイドルカーニバル Vol.1』（渋谷DESEO）ライブ出演（16回目）
- 7月1日（金） 『赤星ぽち仔のAlice Station』（FMやまと）ひなたさゆり、渡辺まありがチェリーブロッサムとして出演
- 7月3日（日） 『まほろばRecords present. Music Summit Vol.2』（渋谷DESEO）ライブ出演（17回目）
- 7月9日（土） 『アリスプロジェクト☆ファン感謝祭 Vol.3』、『アリスプロジェクト☆ファン感謝祭 Vol.4』（芝浦studioCube326TIALA）ライブ出演（18、19回目）。チェリーブロッサムはぴゅあふると合同ステージでライブを行い、ぴゅあふるのシンデレラでメンバー全員が客席へのダイブを敢行（ひなたさゆりは体調不良のため両ライブとも不参加）
- 7月10日（日） 『Sing! Dance! Smille!! Vol.2 -Day&Night-第一部』、『Sing! Dance! Smille!! Vol.2 -Day&Night-第二部』（吉祥寺CULBSEATA）ライブ出演（20、21回目）（ひなたさゆりは体調不良のため両ライブとも不参加）
- 7月12日（火） 『東京どっかん火曜日』（お台場TV）渡辺まあり、早瀬愛夢がチェリーブロッサムとして出演。ひなたさゆりが自身のブログでチェリーブロッサム脱退を表明
- 7月15日（金） 『Happy Friday アイドルカーニバルVol.2』（渋谷DESEO）ライブ出演（22回目）（臺真理絵はファッションショー参加のためライブ不参加）
- 7月16日（土） 『Apple Bayside Party Vol.21』、『Apple Bayside Party Vol.22』（渋谷O-crest）ライブ出演（23、24回目）
- 7月17日（日） 『夏のアイドルライブステージ』（Boat Race 多摩川）ライブ出演（25、26回目）
- 7月18日（月） 『おしゃまnaらいぶ ～レインボータウンエフエムMusic Fair～ Vol.3』、『おしゃまnaらいぶ ～レインボータウンエフエムMusic Fair～ Vol.4』（大塚Deepa）ライブ出演（27、28回目）（渡辺まありは別仕事のため夜の部のみ参加）
- 7月22日（木） 『Sunshine Street Stage vol.15』（SUNSHINECITY B1噴水広場）ストリートライブ出演（29回目）
- 7月24日（日） 『第35回神奈川大和阿波踊り』（大和駅プロムナード東側広場）、『シバポップフェスティバル vol.13～夏だ一番チェリブロ祭り♪』、『シバポップフェスティバル vol.14～夏だ一番チェリブロ祭り♪』（芝浦studioCube326ARK）ライブ出演（30、31、32回目）
- 7月30日（土） 『アイドルフューチャーフェスティバル＠JAPAN Vol.2 1部』、『アイドルフューチャーフェスティバル＠JAPAN Vol.2 2部』（TOKYO FM ホール）ライブ出演（33、34回目）
- 7月31日（日） 『GIRLS SONGLAND 昼公演』、『GIRLS SONGLAND 夜公演』（初台The Doors）ライブ出演（35、36回目）（渡辺まありは別件のため夜公演のみ参加）
- 8月2日（火） 『下呂温泉バスツアー』開催（8月2日～3日 東京～下呂温泉）。下呂温泉祭りにて『下呂温泉祭り～麻友美の凱旋ライブ♪～』（下呂温泉祭り特設会場 下呂市 白鷺橋）ライブ出演（37回目）。『湯の華みこしパレード』女神輿に参加
- 8月3日（水） 『アリスライブアイドル大撮影会』（下呂市 湯のまち雨情公園）出演
- 8月7日（日） 『アイドルライブvol.3 えびすまつり 2部』（大塚Deepa）ライブ出演（38回目）
- 8月11日（木） 『オトワラvol.6』（MUSE HALL：MUSE音楽院本館1F）ライブ出演（39回目）
- 8月13日（土） 『Apple Bayside Party Vol.23 1部』、『Apple Bayside Party Vol.23 2部』（芝浦studioCube326ARK）ライブ出演（40、41回目）
- 8月14日（日） 『シバポップフェスティバルVol.15～夏だね☆ぴゅあふるフェス～』、『シバポップフェスティバルVol.16～夏だね☆ぴゅあふるフェス～』（芝浦studioCube326TIALA）ライブ出演（42、43回目）。木下あいがライブ中のMC及び自身のブログで、チェリーブロッサムメンバーとしては8月15日のライブ出演後の休業を告知
- 8月15日（月） 『Love Mark Festival vol.1』（代官山LOOP）ライブ出演（44回目）
- 8月17日（水） フジテレビお台場合衆国『NEW EAST LIVE』（みちのく合衆国ステージ）ライブ出演（45回目）。またアリス十番としてもメンバー4人が出演。
- 8月20日（土） 『アイドル音楽 Festival』（渋谷27destiny）ライブ出演（46回目）（渡辺まありはミス東スポ撮影会のため不参加）
- 8月21日（日） 『きらきらアイドルライブ！』（AKIHABARA85）ライブ出演（47回目）
- 8月27日（土） 『TOKYO IDOL FESTIVAL2011 Eco & Smile』（フジテレビ湾岸スタジオ SKY STAGE）アリス十番としてライブ二講演出演。

テレビ東京系列『月刊MelodiX!』アリス十番として出演
- 8月28日（日） 『TOKYO IDOL FESTIVAL2011 Eco & Smile』（フジテレビ湾岸スタジオ SMILE GARDEN、SKY STAGE、DOLL FACTORY）アリス十番としてライブ三公演出演。WELLCOM MARQUEEでのトークショーに渡辺まありが参加
- 9月2日（金） 『アイドルライブ えびすまつりvol.4』（渋谷DESEO）ライブ出演（48回目）
- 9月3日（土） 『シバポップフェスティバルVol.17～ 綾川小麦復活祭～』、『シバポップフェスティバルVol.18～ 綾川小麦復活祭～』（芝浦studioCube326ARK）ライブ出演（49、50回目）。両公演とも、アリス十番としても出演

2012年
- 3月23日（金） 『.｡.:*･*☆* しぶはら★ニコ生 アイドルコレクション *☆*ﾟ･*:.｡.』（ニコニコ生放送）ゲスト出演（臺真理絵は不参加）[4]
- 3月25日（日） 『太田区文化会 VOL.．22～ハットリイベント～』（渋谷o-nest）ライブ出演（臺真理絵は不参加）
- 5月7日 チェリーブロッサムをアリス十番の「派生ユニット」と位置付けることが発表された。

2013年
- 4月13日 桜雪、神谷えりなが加入しお披露目公演を行った。[5]

2014年
- 5月25日 黒木ひなこが加入。
- 9月14日 佐倉梨杏が卒業。

2015年
- 3月11日 早瀬愛夢が卒業。
- 4月12日 渡辺まありが卒業。
- 7月5日 楠木まゆが加入。

2016年
- 12月18日 黒木ひなこが卒業。

2018年
- 8月13日 雪乃しほりが加入。
- 11月23日 神谷えりなが卒業。
- 11月25日 立花あんなが卒業。

2019年
- 1月13日 野咲わか、水野ふえ、橋本友梨英が加入。
- 3月31日 桜雪が卒業。

2020年
- 9月19日 上下碧が加入。
- 12月29日 楠木まゆが卒業。

## 楽曲
- 虹色サンゴ礁
- 未来ノヒカリ-えらいやっちゃ人類-
- 一度きりのLIFE
- YAH YAH YAH ※CHAGE&ASKAのカバー
- マーガリン
- 常夏スイートラブ
- I wish